# Cantó d'Herbault
El cantó d'Herbault és un cantó francès del departament de Loir i Cher, situat al districte de Blois. Té 21 municipis i el cap és Herbault.

## Municipis
- Averdon
- Chambon-sur-Cisse
- Champigny-en-Beauce
- La Chapelle-Vendômoise
- Chouzy-sur-Cisse
- Coulanges
- Françay
- Herbault
- Lancôme
- Landes-le-Gaulois
- Mesland
- Molineuf
- Monteaux
- Onzain
- Orchaise
- Saint-Cyr-du-Gault
- Saint-Étienne-des-Guérets
- Santenay
- Seillac
- Veuves
- Villefrancœur

## Història
| Data d'elecció                           | Identitat                 | Partit                     | Qualitat |
| ---------------------------------------- | ------------------------- | -------------------------- | -------- |
| 1945-1951                                | Paul Fouchaux             | radical                    |          |
| 1951-1955                                | M. Thibault               | divers droite              |          |
| 1955-1976                                | M. Chaput                 | divers droite              |          |
| 1976-1982                                | Guy Lemoine               | PCF                        |          |
| 1982-2001                                | Pierre Fouquet-Hatevilain | UDF, després divers droite |          |
| 2001-                                    | Raymonde Radlé            | PS                         |          |
| les dades anteriors no són pas conegudes |                           |                            |          |
|                                          |                           |                            |          |

## Demografia
| A partir de 1990: Població sense dobles comptes |